# Étude de fesses
Étude de fesses est un tableau réalisé par le peintre suisse Félix Vallotton vers 1884. Cette huile sur toile représente les fesses d'une femme nue. Elle est conservée au sein d'une collection privée.

## Analyse
Anticonformiste, Vallotton peint avec un grand réalisme toutes les aspérités de la chair (cellulite, plis) d'une femme déhanchée. Ce tableau « appartient à l'exercice d'atelier par l'application du rendu, tout en trahissant la facétie estudiantine dans le choix du cadrage, qui en fait, mutatis mutandis, une sorte d'envers de la célèbre toile de Courbet L'Origine du monde (1866, musée d'Orsay, Paris). À Paris, lorsqu'il sera exposé, bien plus tard, dans la galerie d'Alfred Vallotton, le neveu du peintre, ce dos intéressera Sacha Guitry ».